# Championnat de France de rugby à XV de 2e division 2017-2018
Navigation
Pro D2 2016-2017 Pro D2 2018-2019
Le championnat de France de rugby à XV de 2e division 2017-2018 ou Pro D2 2017-2018 se déroule entre août 2017 et juin 2018.
Cette saison, l'Aviron bayonnais et le FC Grenoble disputent la compétition, ayant été relégués du Top 14. Le RC Massy, premier de la poule « élite », et l'USON Nevers, vainqueur de la phase finale d'accession, sont promus de Fédérale 1 en Pro D2.

## Règlement
Seize équipes participent au championnat Pro D2. Le format des play-offs est revu pour cette saison. Comme en Top 14, les équipes qui terminent entre la 3e et la 6e place disputent des barrages. Les vainqueurs accèdent aux demi-finales où ils retrouvent les deux premiers. Enfin, les deux vainqueurs des demi-finales se rencontrent sur terrain neutre pour la finale. Le vainqueur de cette finale accède au Top 14 tandis que le perdant accueille le 13e de Top 14 pour un ultime barrage pour la dernière place en élite. Les équipes classées 15e et 16e sont reléguées en division inférieure sauf en cas de relégation financière d'un des participants du championnat ou de refus d'accession à un promu.

## Liste des équipes en compétition
| Stade aurillacois Aviron bayonnais AS Béziers Biarritz olympique US Carcassonne Colomiers rugby US Dax Stade montois US Montauban RC Massy RC Narbonne USON Nevers USA Perpignan Soyaux Angoulême XV RC Vannes FC Grenoble |

| Club                              | Budget prévisionnel 2017-18 en M€ | Classement en 2016-17 | Entraîneurs                                                              | Stade                                     | Capacité |
| --------------------------------- | --------------------------------- | --------------------- | ------------------------------------------------------------------------ | ----------------------------------------- | -------- |
| Stade aurillacois Cantal Auvergne | 5,18                              | 8                     | André Bester Thierry Peuchlestrade                                       | Stade Jean-Alric (Aurillac)               | 7 908    |
| Aviron bayonnais                  | 11,78                             | 14 (Top 14)           | Pierre Berbizier Vincent Etcheto Joël Rey                                | Stade Jean-Dauger (Bayonne)               | 16 934   |
| AS Béziers Hérault                | 6,82                              | 10                    | David Gérard David Aucagne                                               | Stade de la Méditerranée (Béziers)        | 18 555   |
| Biarritz olympique Pays Basque    | 10,57                             | 5                     | Gonzalo Quesada Simon Raiwalui Jack Isaac                                | Parc des sports d'Aguiléra (Biarritz)     | 13 400   |
| US Carcassonne                    | 4,21                              | 9                     | Christian Labit Mathieu Cidre Nicolas Nadau Julien Seron                 | Stade Albert-Domec (Carcassonne)          | 10 000   |
| Colomiers Rugby                   | 6,66                              | 7                     | Olivier Baragnon Marc Dantin Julien Sarraute                             | Stade Michel-Bendichou (Colomiers)        | 11 000   |
| US Dax                            | 4,59                              | 14                    | Patrick Furet Raphaël Saint-André                                        | Stade Maurice-Boyau (Dax)                 | 16 170   |
| FC Grenoble                       | 13,41                             | 13 (Top 14)           | Stéphane Glas Dewald Senekal                                             | Stade des Alpes (Grenoble)                | 20 068   |
| RC Massy Essonne                  | 4,04                              | 1 (Fédérale 1)        | Didier Faugeron Benoit Larousse Stéphane Gonin                           | Stade Jules-Ladoumègue (Massy)            | 3 200    |
| Stade montois                     | 6,59                              | 4                     | Christophe Laussucq David Auradou                                        | Stade Guy-Boniface (Mont-de-Marsan)       | 8 250    |
| US Montauban                      | 5,82                              | 3                     | Pierre-Philippe Lafond Chris Whitaker                                    | Stade Sapiac (Montauban)                  | 11 937   |
| RC Narbonne Méditerranée          | 5,52                              | 12                    | Christian Labit Sébastien Buada Steve Kefu Sébastien Petit Laurent Balue | Parc des sports et de l'amitié (Narbonne) | 12 000   |
| USON Nevers                       | 10,14                             | 2 (Fédérale 1)        | Xavier Péméja Guillaume Jan Sébastien Fouassier                          | Stade du Pré Fleuri (Sermoise-sur-Loire)  | 7 500    |
| USA Perpignanais                  | 10,29                             | 6                     | Christian Lanta Perry Freshwater Patrick Arlettaz                        | Stade Aimé-Giral (Perpignan)              | 14 593   |
| Soyaux Angoulême XV Charente      | 5,69                              | 13                    | Julien Laïrle Rémy Ladauge                                               | Stade Chanzy (Angoulême)                  | 6 000    |
| RC Vannes                         | 5,71                              | 11                    | Jean-Noël Spitzer Wilfrid Lahaye                                         | Stade de la Rabine (Vannes)               | 9 500    |

## Résumé des résultats

### Classement de la saison régulière
| Rang | Club                 | J  | V  | N | D  | Bo | Bd | Pm  | Pe  | Diff | Pts |
| ---- | -------------------- | -- | -- | - | -- | -- | -- | --- | --- | ---- | --- |
| 1    | USA Perpignan        | 30 | 20 | 1 | 9  | 12 | 3  | 919 | 571 | +348 | 97  |
| 2    | US Montauban         | 30 | 20 | 2 | 8  | 4  | 4  | 679 | 546 | +133 | 92  |
| 3    | FC Grenoble (R)      | 30 | 20 | 1 | 9  | 4  | 2  | 775 | 667 | +108 | 88  |
| 4    | Stade montois        | 30 | 17 | 0 | 13 | 12 | 4  | 753 | 540 | +213 | 84  |
| 5    | AS Béziers           | 30 | 19 | 1 | 10 | 4  | 2  | 756 | 670 | +86  | 84  |
| 6    | Biarritz olympique   | 30 | 17 | 0 | 13 | 7  | 5  | 789 | 694 | +95  | 80  |
| 7    | USON Nevers (P)      | 30 | 15 | 0 | 15 | 6  | 3  | 656 | 580 | +76  | 69  |
| 8    | Aviron bayonnais (R) | 30 | 14 | 1 | 15 | 5  | 6  | 732 | 764 | -32  | 69  |
| 9    | Colomiers Rugby      | 30 | 14 | 1 | 15 | 6  | 5  | 637 | 678 | -41  | 69  |
| 10   | RC Vannes            | 30 | 12 | 0 | 18 | 6  | 8  | 721 | 739 | -18  | 62  |
| 11   | Stade aurillacois    | 30 | 13 | 1 | 16 | 2  | 5  | 641 | 716 | -75  | 61  |
| 12   | RC Massy (P)         | 30 | 13 | 0 | 17 | 2  | 5  | 633 | 682 | -49  | 59  |
| 13   | Soyaux Angoulême XV  | 30 | 13 | 1 | 16 | 2  | 3  | 592 | 661 | -69  | 59  |
| 14   | US Carcassonne       | 30 | 11 | 0 | 19 | 4  | 5  | 585 | 767 | -182 | 53  |
| 15   | US Dax               | 30 | 9  | 1 | 20 | 2  | 6  | 602 | 767 | -165 | 46  |
| 16   | RC Narbonne          | 30 | 7  | 2 | 21 | 2  | 1  | 547 | 975 | -428 | 35  |

NB : Le Biarritz olympique pourrait-être rétrogradé en Fédérale 1 pour la saison 2018-2019, pour raison financière, si tel est le cas l'US Dax sauverait une nouvelle fois sa place en Pro D2. 
|  | Qualication pour les demi-finales (no 1, no 2) .          |
|  | Qualification pour les barrages (no 3, no 4, no 5, no 6). |
|  | Relégation en Fédérale 1 (no 15 et no 16).                |
|  | R : relégués 2017 • P : promus 2017                       |

Attribution des points : victoire sur tapis vert : 5, victoire : 4, match nul : 2, défaite : 0, forfait : -2 ; plus les bonus (offensif : 3 essais de plus que l'adversaire ; défensif : défaite par 5 points d'écart ou moins; les deux bonus peuvent se cumuler).
Règles de classement :
1. points terrain (bonus compris) ; 2. points terrain obtenus dans les matches entre équipes concernées ; 3. différence de points sur l'ensemble des matches ; 4. différence de points dans les matches entre équipes concernées ; 5. différence entre essais marqués et concédés dans les matches entre équipes concernées ; 6. différence de points générale ; 7. différence entre essais marqués et concédés ; 8. nombre de forfaits n'ayant pas entraîné de forfait général ; 9. place la saison précédente.

### Tableau final
|  | Barrages                                                    | Barrages                                                    |                                                  |                                                  | Demi-finales                                         | Demi-finales                                         |  |  | Finale                                              | Finale                                              |
|  | Barrages                                                    | Barrages                                                    |                                                  |                                                  | Demi-finales                                         | Demi-finales                                         |  |  | Finale                                              | Finale                                              |
|  |                                                             |                                                             |                                                  |                                                  |                                                      |                                                      |  |  |                                                     |                                                     |
|  | 21 avril 2018 à 15h15 au stade Guy-Boniface, Mont-de-Marsan | 21 avril 2018 à 15h15 au stade Guy-Boniface, Mont-de-Marsan |                                                  |                                                  | 29 avril 2018 à 14h15 au stade Aimé-Giral, Perpignan | 29 avril 2018 à 14h15 au stade Aimé-Giral, Perpignan |  |  | 6 mai 2018 à 15h00 au stade Ernest-Wallon, Toulouse | 6 mai 2018 à 15h00 au stade Ernest-Wallon, Toulouse |
|  | 21 avril 2018 à 15h15 au stade Guy-Boniface, Mont-de-Marsan | 21 avril 2018 à 15h15 au stade Guy-Boniface, Mont-de-Marsan |                                                  |                                                  | 29 avril 2018 à 14h15 au stade Aimé-Giral, Perpignan | 29 avril 2018 à 14h15 au stade Aimé-Giral, Perpignan |  |  | 6 mai 2018 à 15h00 au stade Ernest-Wallon, Toulouse | 6 mai 2018 à 15h00 au stade Ernest-Wallon, Toulouse |
|  | 21 avril 2018 à 15h15 au stade Guy-Boniface, Mont-de-Marsan | 21 avril 2018 à 15h15 au stade Guy-Boniface, Mont-de-Marsan | [1] USA Perpignan                                | 28                                               |                                                      |                                                      |  |  | 6 mai 2018 à 15h00 au stade Ernest-Wallon, Toulouse | 6 mai 2018 à 15h00 au stade Ernest-Wallon, Toulouse |
|  | [4] Stade montois                                           | 31                                                          | [1] USA Perpignan                                | 28                                               |                                                      |                                                      |  |  | 6 mai 2018 à 15h00 au stade Ernest-Wallon, Toulouse | 6 mai 2018 à 15h00 au stade Ernest-Wallon, Toulouse |
|  | [4] Stade montois                                           | 31                                                          | [4] Stade montois                                | 8                                                |                                                      |                                                      |  |  | 6 mai 2018 à 15h00 au stade Ernest-Wallon, Toulouse | 6 mai 2018 à 15h00 au stade Ernest-Wallon, Toulouse |
|  | [5] AS Béziers Hérault                                      | 23                                                          | [4] Stade montois                                | 8                                                |                                                      |                                                      |  |  | 6 mai 2018 à 15h00 au stade Ernest-Wallon, Toulouse | 6 mai 2018 à 15h00 au stade Ernest-Wallon, Toulouse |
|  | [5] AS Béziers Hérault                                      | 23                                                          | 28 avril 2018 à 18h00 au stade Sapiac, Montauban | 28 avril 2018 à 18h00 au stade Sapiac, Montauban | [1] USA Perpignan                                    | 38                                                   |  |  |                                                     |                                                     |
|  | 21 avril 2018 à 19h00 au stade des Alpes, Grenoble          |                                                             | 28 avril 2018 à 18h00 au stade Sapiac, Montauban | 28 avril 2018 à 18h00 au stade Sapiac, Montauban | [1] USA Perpignan                                    | 38                                                   |  |  |                                                     |                                                     |
|  |                                                             | [3] FC Grenoble                                             | 28 avril 2018 à 18h00 au stade Sapiac, Montauban | 28 avril 2018 à 18h00 au stade Sapiac, Montauban | 13                                                   |                                                      |  |  |                                                     |                                                     |
|  | [3] FC Grenoble                                             | [3] FC Grenoble                                             | 28 avril 2018 à 18h00 au stade Sapiac, Montauban | 28 avril 2018 à 18h00 au stade Sapiac, Montauban | 13                                                   | 33                                                   |  |  |                                                     |                                                     |
|  | [3] FC Grenoble                                             | [3] FC Grenoble                                             | 22                                               |                                                  |                                                      | 33                                                   |  |  |                                                     |                                                     |
|  | [6] Biarritz olympique                                      | [3] FC Grenoble                                             | 22                                               | 26                                               |                                                      |                                                      |  |  |                                                     |                                                     |
|  | [6] Biarritz olympique                                      | [2] US Montauban                                            | 15                                               | 26                                               |                                                      |                                                      |  |  |                                                     |                                                     |
|  |                                                             | [2] US Montauban                                            | 15                                               |                                                  |                                                      |                                                      |  |  |                                                     |                                                     |

### Barrages
| 21 avril 2018 15 h 15 | Stade montois | 31 - 23 (13 - 11) | AS Béziers                                                                             | stade Guy-Boniface, Mont-de-Marsan Arbitre : Adrien Descottes |
| 21 avril 2018 15 h 15 | Essai(s) : 3 Cabannes (26e), Malafosse (47e), Matanavou (48e) Transformation(s) : 2 Gerber (26e, 47e) Pénalité(s) : 2 Gerber (11e, 15e), 2 James (72e, 79e) |                   | Essai(s) : 1 Pinto Ferrer (24e) Pénalité(s) : 6 Porical (10e, 37e, 48e, 55e, 60e, 63e) | stade Guy-Boniface, Mont-de-Marsan Arbitre : Adrien Descottes |
| 21 avril 2018 15 h 15 | |                   |                                                                                        | stade Guy-Boniface, Mont-de-Marsan Arbitre : Adrien Descottes |

| 21 avril 2018 19 h | FC Grenoble | 33 - 26 (16 - 11) | Biarritz olympique | stade des Alpes, Grenoble Arbitre : Tual Trainini |
| 21 avril 2018 19 h | Essai(s) : 3 N'kinsi (32e), Hunt (42e), Kilioni (72e) Transformation(s) : 3 Mélé (33e, 43e, 73e) Pénalité(s) : 4 Mélé (7e, 18e, 27e, 65e) |                   | Essai(s) : 3 Tawalo (38e, 47e), Loustaunau (78e) Transformation(s) : 1 M.Lucu (48e) Pénalité(s) : 3 M.Lucu (12e, 29e, 56e) Carton(s) jaune(s) : 1 Levi (69e) | stade des Alpes, Grenoble Arbitre : Tual Trainini |
| 21 avril 2018 19 h | |                   | | stade des Alpes, Grenoble Arbitre : Tual Trainini |

### Demi-finales
| 28 avril 2018 18 h 00 | US Montauban                                                                                                | 15 - 22 (3 - 15) | FC Grenoble | stade Sapiac, Montauban Arbitre : Thomas Charabas |
| 28 avril 2018 18 h 00 | Essai(s) : 2 Chaput (61e), Domenech (77e) Transformation(s) : 1 Bosviel (62e) Pénalité(s) : 1 Bosviel (13e) |                  | Essai(s) : 3 Taumalolo (5e, 36e), Mélé (55e) Transformation(s) : 2 Mélé (37e, 56e) Pénalité(s) : 1 Mélé (30e) Carton(s) jaune(s) : 1 Dupont (23e) | stade Sapiac, Montauban Arbitre : Thomas Charabas |
| 28 avril 2018 18 h 00 | |                  | | stade Sapiac, Montauban Arbitre : Thomas Charabas |

| 29 avril 2018 14 h 15 | USA Perpignan | 28 - 8 (10 - 3) | Stade montois | stade Aimé-Giral, Perpignan Arbitre : Pierre Brousset |
| 29 avril 2018 14 h 15 | Essai(s) : 3 Brazo (30e), Château (50e), Acebes (56e) Transformation(s) : 2 Bousquet (30e, 50e) Pénalité(s) : 3 Bousquet (39e, 48e, 53e) Carton(s) jaune(s) : 2 Forletta (37e, Boutemmani (72e) |                 | Essai(s) : 1 Ratu (60e) Transformation(s) : 1 Gerber (60e) Carton(s) jaune(s) : 1 Demaison (37e) Carton(s) rouge(s) : 1 Malafosse (48e) | stade Aimé-Giral, Perpignan Arbitre : Pierre Brousset |
| 29 avril 2018 14 h 15 | |                 | | stade Aimé-Giral, Perpignan Arbitre : Pierre Brousset |

### Finale
| 6 mai 2018 15 h 00 | USA Perpignan | 38 - 13 (14 - 13) | FC Grenoble | Stade Ernest-Wallon, Toulouse 18 700 spectateurs Arbitre : Cyril Lafon |
| 6 mai 2018 15 h 00 | Essai(s) : 5 Bousquet (4e), Selponi (32e), Cocagi (52e), Carbou (68e), Mafi (72e) Transformation(s) : 5 Bousquet (4e, 32e, 52e, 68e, 72e) Pénalité(s) : 1 Bousquet (59e) |                   | Essai(s) : 1 Oz (16e) Transformation(s) : 1 Mélé (16e) Pénalité(s) : 2 Mélé (10e, 23e) Carton(s) jaune(s) : 1 Rinakama (58e) | Stade Ernest-Wallon, Toulouse 18 700 spectateurs Arbitre : Cyril Lafon |
| 6 mai 2018 15 h 00 | |                   | | Stade Ernest-Wallon, Toulouse 18 700 spectateurs Arbitre : Cyril Lafon |

### Barrage accession Top 14
| Samedi 12 mai 2018 14 h 45 | FC Grenoble | 47 - 22 (28 - 10) | US Oyonnax | Stade des Alpes, Grenoble 18 500 spectateurs Arbitre : Laurent Cardona |
| Samedi 12 mai 2018 14 h 45 | Essai(s) : 7 Visinia (8e, 68e), Mélé (11e), Oz (33e), Taumalolo (38e), Guillemin (65e), Mas (77e) Transformation(s) : 6 Mélé (8e, 11e, 33e, 38e), Pourteau (68e), Francis (77e) |                   | Essai(s) : 3 Ikpefan (22e, 51e), Müller (80e) Transformation(s) : 2 Botica (22e, 51e) Pénalité(s) : 1 Botica (15e) | Stade des Alpes, Grenoble 18 500 spectateurs Arbitre : Laurent Cardona |
| Samedi 12 mai 2018 14 h 45 | |                   | | Stade des Alpes, Grenoble 18 500 spectateurs Arbitre : Laurent Cardona |

Le FC Grenoble est promu en Top 14 et l'US Oyonnax est relégué en Pro D2

## Résultats détaillés

### Phase régulière

#### Tableau synthétique des résultats
L'équipe qui reçoit est indiquée dans la colonne de gauche.
| Clubs               | ANG   | AUR   | BAY   | BEZ   | BIA   | CAR   | COL   | DAX   | GRE   | MAS   | SM    | USM   | NAR   | NEV   | PER   | RCV   |
| ------------------- | ----- | ----- | ----- | ----- | ----- | ----- | ----- | ----- | ----- | ----- | ----- | ----- | ----- | ----- | ----- | ----- |
| Soyaux Angoulême XV |       | 25-10 | 19-6  | 32-8  | 26-22 | 26-16 | 30-10 | 10-13 | 10-19 | 23-19 | 16-13 | 7-16  | 25-12 | 27-5  | 30-30 | 23-19 |
| Stade aurillacois   | 21-7  |       | 20-24 | 24-14 | 25-23 | 41-10 | 23-30 | 36-24 | 30-14 | 24-20 | 31-26 | 16-22 | 15-6  | 33-23 | 38-18 | 19-14 |
| Aviron bayonnais    | 41-12 | 26-22 |       | 27-23 | 24-30 | 52-26 | 23-22 | 51-15 | 21-26 | 44-36 | 18-15 | 20-5  | 53-0  | 9-27  | 12-30 | 34-14 |
| AS Béziers          | 24-34 | 31-27 | 35-30 |       | 24-20 | 27-10 | 22-19 | 26-10 | 38-8  | 44-31 | 28-18 | 12-12 | 19-34 | 36-22 | 21-8  | 29-27 |
| Biarritz olympique  | 34-24 | 38-16 | 17-14 | 18-9  |       | 19-6  | 36-13 | 23-22 | 37-14 | 36-30 | 24-15 | 58-31 | 41-18 | 32-20 | 37-11 | 46-25 |
| US Carcassonne      | 24-13 | 40-14 | 32-16 | 19-38 | 16-3  |       | 35-29 | 43-24 | 18-23 | 10-49 | 0-22  | 17-18 | 52-17 | 24-14 | 19-29 | 27-30 |
| Colomiers rugby     | 26-6  | 18-13 | 36-13 | 13-26 | 22-17 | 25-19 |       | 31-12 | 23-16 | 49-24 | 17-11 | 34-3  | 25-9  | 3-29  | 27-25 | 40-19 |
| US Dax              | 23-28 | 20-9  | 20-20 | 15-23 | 19-16 | 13-18 | 30-25 |       | 13-28 | 27-17 | 13-29 | 16-20 | 35-16 | 24-11 | 16-26 | 34-28 |
| FC Grenoble         | 25-20 | 46-23 | 28-23 | 33-23 | 39-28 | 30-5  | 58-23 | 28-14 |       | 26-22 | 26-21 | 24-21 | 31-9  | 13-10 | 17-24 | 58-28 |
| RC Massy Essonne    | 23-14 | 26-16 | 14-19 | 19-27 | 31-24 | 13-9  | 18-11 | 21-19 | 37-14 |       | 12-6  | 10-11 | 42-18 | 23-11 | 19-11 | 20-13 |
| Stade montois       | 38-12 | 17-16 | 68-15 | 43-12 | 29-3  | 39-23 | 29-7  | 26-23 | 13-19 | 24-6  |       | 17-12 | 50-8  | 16-12 | 23-18 | 38-11 |
| US Montauban        | 36-21 | 12-12 | 25-20 | 30-27 | 43-20 | 13-16 | 16-11 | 30-20 | 25-23 | 26-10 | 28-12 |       | 34-10 | 36-20 | 20-22 | 73-0  |
| RC Narbonne         | 29-25 | 17-31 | 26-21 | 21-68 | 24-56 | 23-19 | 23-23 | 13-41 | 29-29 | 29-15 | 41-23 | 13-18 |       | 24-47 | 13-24 | 28-21 |
| USON Nevers         | 34-19 | 31-8  | 17-28 | 12-19 | 26-12 | 22-12 | 16-12 | 30-13 | 17-16 | 32-3  | 33-15 | 16-18 | 16-6  |       | 34-9  | 24-21 |
| USA Perpignan       | 37-14 | 56-12 | 66-6  | 22-23 | 56-3  | 73-7  | 40-13 | 51-25 | 42-23 | 41-13 | 20-44 | 30-6  | 26-3  | 35-19 |       | 16-12 |
| RC Vannes           | 28-14 | 38-16 | 38-22 | 32-0  | 22-16 | 12-13 | 37-0  | 34-9  | 20-21 | 24-10 | 36-13 | 12-19 | 50-28 | 34-26 | 22-23 |       |

|  | Victoire à domicile |  | Match nul |  | Défaite à domicile |

#### Détails des résultats
Les points marqués par chaque équipe sont inscrits dans les colonnes centrales (3-4) alors que les essais marqués sont donnés dans les colonnes latérales (1-6). Les points de bonus sont symbolisés par une bordure bleue pour les bonus offensifs (trois essais de plus que l'adversaire), orange pour les bonus défensifs (défaite par moins de cinq points d'écart), rouge si les deux bonus sont cumulés.

#### Évolution du classement
| Club                | 1  | 2  | 3  | 4  | 5  | 6  | 7  | 8  | 9  | 10 | 11 | 12 | 13 | 14 | 15 | 16 | 17 | 18 | 19 | 20 | 21 | 22 | 23 | 24 | 25 | 26 | 27 | 28 | 29 | 30 |
| ------------------- | -- | -- | -- | -- | -- | -- | -- | -- | -- | -- | -- | -- | -- | -- | -- | -- | -- | -- | -- | -- | -- | -- | -- | -- | -- | -- | -- | -- | -- | -- |
| Soyaux Angoulême XV | 3  | 7  | 11 | 6  | 11 | 10 | 12 | 12 | 10 | 12 | 15 | 12 | 7  | 10 | 11 | 10 | 11 | 8  | 11 | 9  | 9  | 9  | 9  | 9  | 8  | 10 | 10 | 10 | 12 | 13 |
| Stade aurillacois   | 11 | 15 | 8  | 12 | 7  | 12 | 13 | 10 | 11 | 13 | 10 | 7  | 10 | 8  | 10 | 8  | 10 | 13 | 10 | 12 | 13 | 10 | 11 | 10 | 12 | 11 | 14 | 12 | 13 | 11 |
| Aviron bayonnais    | 16 | 13 | 15 | 7  | 12 | 13 | 10 | 13 | 14 | 11 | 14 | 10 | 13 | 9  | 8  | 9  | 9  | 10 | 9  | 8  | 8  | 8  | 8  | 7  | 7  | 7  | 8  | 8  | 8  | 8  |
| AS Béziers          | 8  | 8  | 12 | 10 | 13 | 11 | 6  | 5  | 7  | 8  | 8  | 14 | 9  | 7  | 7  | 7  | 7  | 7  | 7  | 7  | 7  | 7  | 6  | 6  | 6  | 6  | 6  | 6  | 5  | 5  |
| Biarritz olympique  | 5  | 10 | 6  | 8  | 6  | 9  | 7  | 6  | 5  | 6  | 6  | 6  | 5  | 4  | 5  | 5  | 5  | 5  | 5  | 5  | 5  | 5  | 5  | 5  | 5  | 5  | 5  | 5  | 6  | 6  |
| US Carcassonne      | 15 | 9  | 14 | 15 | 15 | 16 | 16 | 16 | 16 | 16 | 16 | 16 | 16 | 16 | 16 | 16 | 16 | 16 | 16 | 16 | 15 | 15 | 15 | 15 | 14 | 14 | 13 | 14 | 14 | 14 |
| Colomiers rugby     | 6  | 2  | 1  | 1  | 1  | 2  | 2  | 3  | 4  | 2  | 4  | 4  | 6  | 6  | 6  | 6  | 6  | 6  | 6  | 6  | 6  | 6  | 7  | 8  | 9  | 8  | 9  | 9  | 9  | 9  |
| US Dax              | 13 | 11 | 5  | 9  | 10 | 8  | 11 | 9  | 9  | 9  | 9  | 13 | 14 | 15 | 15 | 14 | 14 | 14 | 14 | 14 | 12 | 14 | 14 | 14 | 15 | 15 | 15 | 15 | 15 | 15 |
| FC Grenoble         | 4  | 1  | 2  | 4  | 3  | 1  | 1  | 2  | 1  | 1  | 1  | 1  | 1  | 2  | 2  | 4  | 4  | 4  | 4  | 4  | 4  | 4  | 4  | 4  | 4  | 4  | 4  | 3  | 3  | 3  |
| RC Massy Essonne    | 2  | 4  | 7  | 13 | 8  | 6  | 8  | 8  | 8  | 7  | 7  | 11 | 8  | 11 | 12 | 11 | 12 | 11 | 13 | 13 | 14 | 13 | 13 | 13 | 11 | 12 | 12 | 13 | 11 | 12 |
| Stade montois       | 12 | 6  | 10 | 5  | 4  | 5  | 5  | 7  | 6  | 4  | 3  | 5  | 3  | 3  | 3  | 2  | 2  | 2  | 2  | 2  | 3  | 3  | 3  | 3  | 2  | 3  | 3  | 4  | 4  | 4  |
| US Montauban        | 7  | 5  | 4  | 3  | 5  | 4  | 4  | 1  | 2  | 3  | 2  | 2  | 2  | 1  | 1  | 1  | 1  | 1  | 1  | 1  | 1  | 1  | 2  | 2  | 3  | 2  | 2  | 2  | 2  | 2  |
| RC Narbonne         | 10 | 16 | 16 | 16 | 16 | 15 | 15 | 15 | 15 | 14 | 12 | 15 | 15 | 13 | 14 | 15 | 15 | 15 | 15 | 15 | 16 | 16 | 16 | 16 | 16 | 16 | 16 | 16 | 16 | 16 |
| USON Nevers         | 14 | 12 | 13 | 11 | 14 | 14 | 14 | 14 | 12 | 10 | 11 | 8  | 11 | 12 | 13 | 12 | 13 | 9  | 12 | 11 | 10 | 11 | 10 | 12 | 10 | 9  | 7  | 7  | 7  | 7  |
| USA Perpignan       | 1  | 3  | 3  | 2  | 2  | 3  | 3  | 4  | 3  | 5  | 5  | 3  | 4  | 5  | 4  | 3  | 3  | 3  | 3  | 3  | 2  | 2  | 1  | 1  | 1  | 1  | 1  | 1  | 1  | 1  |
| RC Vannes           | 9  | 14 | 9  | 14 | 9  | 7  | 9  | 11 | 13 | 15 | 13 | 9  | 12 | 14 | 9  | 13 | 8  | 12 | 8  | 10 | 11 | 12 | 12 | 11 | 13 | 13 | 11 | 11 | 10 | 10 |

|  | Qualifiés pour les demi-finales |  | Qualifiés pour les matchs de barrage |  | Relégables |

#### Meilleurs réalisateurs
| Rang | Joueur            | Club                | Poste                     | Points | Essais | Transf. | Pén. | Drops |
| ---- | ----------------- | ------------------- | ------------------------- | ------ | ------ | ------- | ---- | ----- |
| 1    | Jérôme Bosviel    | US Montauban        | Arrière, demi d'ouverture | 275    | 5      | 37      | 56   | 2     |
| 2    | Jonathan Bousquet | USA Perpignan       | Ailier, arrière           | 273    | 10     | 44      | 45   | 0     |
| 3    | Thomas Girard     | RC Massy            | Arrière                   | 270    | 3      | 26      | 67   | 0     |
| 4    | Pierre Bernard    | Biarritz olympique  | Demi d'ouverture          | 235    | 1      | 40      | 45   | 5     |
| 5    | Joris Segonds     | Stade aurillacois   | Demi d'ouverture          | 222    | 1      | 23      | 57   | 0     |
| 6    | Lucas Meret       | Soyaux Angoulême XV | Demi d'ouverture          | 204    | 0      | 21      | 54   | 0     |
| 7    | David Mélé        | FC Grenoble         | Demi de mêlée             | 198    | 4      | 32      | 38   | 0     |
| 8    | Thibaud Suchier   | AS Béziers          | Demi d'ouverture          | 190    | 8      | 24      | 33   | 1     |
| 9    | Ashley Moeke      | RC Vannes           | Demi d'ouverture          | 175    | 0      | 26      | 41   | 0     |
| 10   | Nicolas Cachet    | US Dax              | Arrière, demi d'ouverture | 175    | 2      | 24      | 38   | 1     |

#### Meilleurs marqueurs
| Rang | Joueur            | Club               | Poste           | Essais |
| ---- | ----------------- | ------------------ | --------------- | ------ |
| 1    | Adriu Delai       | Biarritz olympique | Centre, ailier  | 15     |
| 2    | Gwenaël Duplenne  | RC Vannes          | Ailier          | 12     |
| 3    | Kylan Hamdaoui    | Biarritz olympique | Ailier, arrière | 12     |
| 4    | Lolagi Visinia    | FC Grenoble        | Ailier, arrière | 11     |
| 5    | Julien Cabannes   | Stade montois      | Ailier          | 10     |
| 6    | Sabri Gmir        | AS Béziers         | Ailier          | 10     |
| 7    | Josaia Raisuqe    | USON Nevers        | Ailier          | 10     |
| 8    | Uwa Tawalo        | Biarritz olympique | Ailier          | 10     |
| 9    | Jonathan Bousquet | USA Perpignan      | Ailier          | 10     |
| 10   | Martin Laveau     | Aviron bayonnais   | Ailier          | 10     |